# Jalal Aliyev
Jalal Alirza oglu Aliyev (en azerí: Cəlal Əlirza oğlu Əliyev; Najicheván, 30 de junio de 1928-Bakú, 31 de enero de 2016) fue científico, estadista, diputado, académico de Azerbaiyán y miembro del presidium de la Academia Nacional de Ciencias de Azerbaiyán.

## Biografía
Jalal Aliyev nació el 30 de junio de 1928 en Najicheván. Fue hermano de Heydar Alíyev y académicos de la Academia Nacional de Ciencias de Azerbaiyán – Hasan Aliyev y Agil Aliyev. En 1951 se graduó de la facultad de biología de la Universidad Estatal de Bakú. 
En 1976 fue elegido miembro correspondiente y en 1980 miembro de pleno derecho de la Academia Nacional de Ciencias de Azerbaiyán. En 1995-2005 fue diputado de la Asamblea Nacional de la República de Azerbaiyán. Fue miembro extranjero de la Academia de Ciencias Agrícolas de Rusia, de la Academia  de Ciencias Agrícolas de Ucrania y de la Academia de Ciencias Agrarias de Bielorrusia. Fue autor de más de 500 publicaciones científicas, 25 monografías y libros.
Jalal Aliyev murió el 31 de enero de 2016 y fue enterrado en el Callejón de Honor de Bakú.

## Obras científicas
- Д. А. Алиев. Влияние микроэлементов на некоторые физиологические процессы и урожайность озимой пшеницы. Применение микроэлементов в сельском хозяйстве и медицине, Рига, 1959, С.335-339.
- Д. А. Алиев. Значение микроэлементов в метаболизме проводящих тканей растений. Микроэлементы в сельском хозяйстве и медицине, Киев, 1963, С.114-118.
- Д. А. Алиев. О влиянии микроэлементов на активность цитохромоксидазы в растениях. Доклады Академии Наук СССР,1964, Т.156, N.º 1, С. 207—208.
- Д. А. Алиев. Фотосинтетическая деятельность и урожайность посевов баклажана в связи с применением удобрений. Агрохимия, 1968, N.º 10, С. 46-51.
- Д. А. Алиев. Превращение аскорбиновой кислоты в сортах пшеницы различной зимостойкости. Физиология и биохимия культурных растений, 1970, Т. 2, Вып. 5, С.524-526.
- Д. А. Алиев. Фотосинтетическая деятельность, минеральное питание и продуктивность растений. Баку: Элм, 1974, 335 с.
- Д.Алиев. На пути познания тайны фотосинтеза. Вестник Российской Академии Сельскохозяйственных Наук (научно-теоретический журнал), 1998, С.9-10.
- J.A. Aliev. Importance of photosynthesis of various organs in protein synthesis in grain of wheat genotypes under water stress. Proceedings of the XIth International Congress on Photosynthesis, Budapest (Hungary), 1998. In: «Photosynthesis: Mechanisms and Effects» (ed. by G.Garab), Kluwer Academic Publishers, Dordrecht, Boston, London,1998, V.5, pp. 3829-3832.
- J.A.Aliev. Physiological bases of wheat breeding tolerant to water stress. Proceedings of the 6th International Wheat Conference, Budapest, Hungary, 2000. In: «Wheat in a Global Environment» (eds. by Z. Bedo and L.Lang), Kluwer Academic Publishers, Dordrecht, Boston, London, 2001, Vol.9, pp. 693—698.
- J.A.Aliyev. Diversity of photosynthetic activity of wheat genotypes and breeding of high-yield varieties tolerant to water stress. Proceedings of 12th International Congress on Photosynthesis, Brisbane, Australia, 2001. www.publish.csiro.au/ps2001, S28-006.
- J.A. Aliyev. CO2 assimilation, architectonics and productivity of wheat genotypes in sowing. Proceedings of the 13th International Congress of Photosynthesis, Montreal, Canadá, 2004. In: «Photosynthesis: Fundamental Aspects to Global Perspectives» (eds. by A. van der Est and D.Bruce), Alliance Communications Group, Kansas, 2004, Vol.2, pp. 1047—1048.
- Aliyev J.A. The intensity of CO2 assimilation, photorespiration and productivity of wheat genotypes (triticum l.) Abstracts of the 14th International Congress of Photosynthesis, Glasgow, Scotland, 2007. In: Photosynthesis Research, 2007, v.91, Nos.2-3, p. 278.

## Premios y títulos
- Orden de la Bandera Roja del Trabajo (1978; 1986)
- Científico de Honor de Azerbaiyán (1982)
- Orden Istiglal (1998)
- Diploma de Honor de Presidente (2008)
- Orden Sharaf (2013)